# 渔农村新型社区
渔农村新型社区是浙江省舟山市于2005年推出的一种地方社区管理模式和新的地方组织形式。其在运行过程中逐步代行原来由村民委员会行使的公共管理和服务功能。

## 建立
渔农村新型社区出现于2005年，目前也仅存在于舟山市下属的2区2县。该形式的出现是舟山市为因应渔农村地区公共管理和服务机制改革，社会保障（尤其是养老保障）及减轻渔农民负担等需要而实施的举措。
新型社区的成立有4种形式，一是由单独一个村建设（单建），二是合并多个村建设一个渔农村新型社区（撤建），三是保留原有各行政村由各村联合设立一个渔农村新型社区（联建），四是结合二、三两种方式（撤并联建）。不少地方是采用“联建”然后过渡到“撤建”，如岱山县长涂镇的倭井潭社区，即是在2005年由倭井潭、捕捞、长东一、长东二4个村在保留原有村建制的基础上联合设立，次年4个村合并为倭井潭村，实现撤建为一村一社区。
为鼓励各村庄积极推进新型社区的建立，舟山市政府出台了一些鼓励措施，其中对民众影响最直接的是规定凡参与建立渔农村新型社区的地方，市政府将给所在村每位老人每月发放30元补助，2007年提高到38元。

## 渔农村新型社区与村民委员会的区别
渔农村新型社区是仿照城市社区管理的一些做法而引入到农村管理后形成的一种体制。各新型社区成立后，舟山市原有各村民委员会的公共管理和服务功能大部分收归社区所有，尤其是撤建的社区更为明显。但是各村的村民经济合作社的职能没有触动。不少村采用“联建”而不合并行政村的原因也在于各村之间无法就公共财产问题达成一致。此后舟山市出版的地图开始将渔农村新型社区作为地理实体标注。

## 没有建立渔农村新型社区的地方
新型社区分布在舟山市的农村和渔村区域，市域内大型城镇区域和近郊则没有建立。具体是
- 定海城区及近郊村（定海区政府驻地）
- 沈家门城区及近郊村（普陀区政府驻地）
- 高亭城区及近郊村（岱山县政府驻地）
- 菜园城区（嵊泗县政府驻地）
- 洋山（设洋山新城管委会）